# 尹日善
尹日善（韓語：윤일선，1896年10月5日—1987年6月22日），號東湖。日本名伊東日善。是朝鮮日占期和韓國醫師及早期近代的病理學者和癌硏究家、解剖學者、物理學者、政治人。1954年－1956年首爾大學副總長和1956年－1961年首爾大學6任總長。韓國獨立運動家和政治人尹致昊的從姪和韓國4任總統尹潽善的從兄。

## 生平
他的1896年日本留學生尹致旿和他的初取夫人李淑卿的長子和东京出生於8歲時歸國。他的尹英烈的孫及尹致昊的堂姪。小學敎卒業后他在小年期是日本留学。
1923年京都帝国大学医学部的卒业。1927年作为京城帝国大学医学部助手就任，1928年成为同大學的助敎授。1929年京都帝国大學医学博士学位得了，1930年任世富兰偲医学专门学校敎授。
1945年被是京城大学医学部长，1946年首尔大学医科大学长。1954年首尔大学副总长和1956年6月同大学的总长就任。
1955年韓國学術院会员和同年是学术院的会长推戴。1962年民主共和党创党发起委员，1963年原子力病院长，大韩医学协会会长，1967年财团法人韩国科学技术后援会理事长等歷。作为韩国人最初病理学，臨床医学博士课程弟子育成人物之一。
他的家門和富有，碩學多數輩出和長壽之有名。1987年6月歿，享年92岁。